# Comté de Leelanau
Le comté de Leelanau (Leelanau County en anglais) est un comté américain situé dans le nord-ouest de la péninsule inférieure de l'État du Michigan, sur la rive du lac Michigan.
Son siège est anciennement à Leland. En 2004, les résidents du comté votent en faveur du déménagement du siège à Suttons Bay Township, effectif en quatre ans plus tard. Selon le recensement des États-Unis de 2010, la population du comté s'élève à 21 708 habitants.
La plupart du Sleeping Bear Dunes National Lakeshore se trouve dans le comté.

## Géographie

### Charactéristiques
Le comté couvre une superficie de 6 559 km2, dont 903 km2 est de terre.
Il compte une seule ville, Traverse City, à cheval sur le comté de Grand Traverse, dont elle est le siège de comté.

### Comtés adjacents
- Comté de Grand Traverse (sud-est)
- Comté de Benzie (sud-ouest)